# René Poirier
Pour les articles homonymes, voir Poirier (homonymie).
René Poirier, né le 20 octobre 1900 à Saigon et mort le 28 septembre 1995 à Bourg-la-Reine, est un enseignant,  philosophe et épistémologue français.

## Biographie
Agrégé de philosophie en 1922, il enseigne d'abord au lycée Janson-de-Sailly à Paris. Il poursuit à l'université de Montpellier en 1931, puis à Alger de 1932 à 1937 avant de rejoindre la Sorbonne en 1937. Ses importants travaux et son œuvre, conduisent à son élection à l'Académie des sciences morales et politiques en 1956. Il est l'auteur de Le Nombre (1938), pont remarquable entre la philosophie et la mathématique formaliste avancée.

## Publications
- Philosophes et savants français du XXe siècle : extraits et notices, Paris, Librairie Félix Alcan, 1926-1930.
- Remarques sur la probabilité des inductions, Paris, Vrin, 1931.
- Essai sur quelques caractères des notions d'espace et de temps, Paris, Vrin, 1932.
- Le Nombre, Paris, Alcan, 1938.
- Logique et modalité : du point de vue organique et physique, Paris, Hermann, 1952.
- Histoire des chemins de fer racontée à la jeunesse, avec Jean-Jacques Pichard, Paris, Librairie Gründ, 1953.
- 75 aventures vécues : de la terre, de la mer et du ciel, avec Pierre Luc, De Christophe Colomb à Alain Bombard, préface de Pierre Mac Orlan, Paris, Gründ, 1953.
- Scandales de la IVe, avec Jean Galtier-Boissière, Pierre Bathille, Henri Jeanson et Pierre Dominique, Paris, Crapouillot, 1955.
- Henri Poincaré et le problème de la valeur de la science, conférence à l'université de Nancy, Paris, Gauthier-Villars, 1955.
- Science et philosophie, Paris, 1955.
- L'épopée des grands travaux : de la Tour de Babel à la Cité de l'atome, Paris, Plon, 1957.
- Hommage à Gaston Bachelard : études de philosophie et d'histoire des sciences, avec Georges Bouligand, Georges Canguilhem et Pierre Costabel, Paris, Presses universitaires de France, 1957.
- Déterminisme physique et liberté humaine, Paris, PUF, 1957.
- Des foires, des peuples, des expositions, Paris, Plon, 1958.
- Science et action économique précédé de Science et humanisme, Paris, Fédération nationale des syndicats d'ingénieurs et de cadres supérieurs, 1958.
- Les Fleurs de la verte espérance : 250 poèmes de France, de François Villon à nos jours, avec Marc Doebnitz,  Paris, Grund, 1961.
- La pensée d'André Lalande, Paris, Librairie Armand Colin, 1965.
- Réflexions sur l'immortalité de l'âme, Paris, Institut de France, 1969.
- To problēma tou hronou. Le problème du temps, Thessaloniké, Ekdoseis Eunatia, 1982.